# Му-м'янгани
Му-м'янгани (монг. Муу мянган) — монгольський етнос, який проживає на території міського округу Баотоу у провінції Внутрішня Монголія на півночі Китаю. Нащадки середньовічнього племені м'янгатів, утвореного спочатку як військова одиниця за часів Чингісхана.

## Етнонім
У перекладі з монгольської мови муу мянган перекладається як «погана тисяча».

## Історія
Вперше плем'я м'янган з'явилося у Східній Монголії у XIII—XIV столітті, коли по всій країні існувала тисячна система. Частина людей з племені м'янгат перекочували на захід, а ті, що залишилися в Східній Монголії, носили різні назви і, розділившись згодом, осіли в Ордосі серед хорчинів у Внутрішній Монголії.
З джерел відомо, що у XVI столітті серед східних монголів були етнічні групи мянгад чи мянган. Так, у творі «Ерденійн товч» Саган Сецена сказано, що Гунбілег-нойон (1506—1542), онук Батумунху Даян-хана, поділивши своїх підданих між дев'ятьма синами, сьомому сину Бадмасамбуу віддав цагад лівого крила ордосців, мянгад, хоньчин, хуягчин. Так піддані Бадмасамбуу-нойона м'янгати осіли в Ордосі, і нинішні ордоські м'янгани є нащадками м'янгатів Бадмасамбуу-нойона. У джерелі також зазначено, що син Батумунху Даян-хана, Алчуболд, керував асутами, шарнууд і дарай менган. Від них дарай м'янган згодом потрапив до білих татар Внутрішньої Монголії. У XVI столітті серед хорчинського племені, керованого нащадками Хасара, брата Чингісхана, знаходилися етнічні групи шине м'янган і муу м'янган, які до початку XX століття підкорялися аристократам роду Хасара.
У 1952 році на території проживання му-м'янганів та дарханів був утворений Об'єднаний хошун Дархан-Мумінган у складі аймаку Уланчаб. У 1958 році з нього було виділено в окрему адміністративну одиницю Баян-Обо. У 1996 році Об'єднаний хошун Дархан-Мумінган переведений зі складу Уланчаба в підпорядкування Баотоу.

## Розселення
Му-м'янгани нині проживають на території хошуна Дархан-Мумінган та району Баян-Обо міського округу Баотоу Внутрішньої Монголії .
1. ↑  Читать онлайн "Чингисиана. Свод свидетельств современников" автора Мелехина А. - RuLit - Страница 113. www.rulit.me. Процитовано 9 жовтня 2018.
2. 1 2 3  Очир А. Монгольские этнонимы: вопросы происхождения и этнического состава монгольских народов / д.и.н. Э. П. Бакаева, д.и.н. К. В. Орлова. — Элиста : КИГИ РАН, 2016. — 286 с. — ISBN 978-5-903833-93-1.
3. ↑  Саган Сэцэн. Эрдэнийн товч. Хэвлэлд бэлтгэсэн Ц. Насанбалжир. Улаанбаатар, 1957.
4. 1 2  Алтан хүрдэн мянган хэгээст. Чойжи тулган харгуулж тайлбарлав. ӨМАХХ, 1987.
5. ↑  Монгол хэлний их тайлбарь толь. Муу мянган. Архів оригіналу за 9 жовтня 2018. Процитовано 9 жовтня 2018.
6. ↑  Монголын түүхийн тайлбар толь. Муумянган. Архів оригіналу за 9 жовтня 2018. Процитовано 9 жовтня 2018.